# Fate in a Pleasant Mood
Fate in a Pleasant Mood ist ein Jazzalbum von Sun Ra & His Myth Science Arkestra. Die 1960 in Chicago entstandenen Aufnahmen erschienen 1965 auf El Saturn Records und 1974 bei Impulse! Records/ABC Records. Am 20. April 2014 wurde das Album als Download bei Saturn Research wiederveröffentlicht.

## Hintergrund
Fate in a Pleasant Mood wurde 1960 in Chicago aufgenommen, aber erst 1965 veröffentlicht. Es war (mit der 1970 veröffentlichten LP „Holiday for Soul Dance“) das letzte Album mit Sun Ras Band aus Chicago. Nach anderthalb Jahrzehnten in der Stadt beschloss Sun Ra, frustriert von der Gleichgültigkeit der lokalen Fans und der Presse, seine Musik anderswohin zu bringen – kurze Zeit nach Montréal, schließlich nach New York City, wo er sich dann sieben Jahre lang niederließ.
Sun Ra (Piano) spielte das Album mit George Hudson und Phil Cohran (Trompete), Marshall Allen und John Gilmore (Saxophone), Ronnie Boykins (Bass) und Eddie Skinner (Schlagzeug) ein.

## Editorische Notiz
Der Discograph von Sun Ra, Robert L. Campbell, schrieb: „1967 erhielt das Album die Katalognummer 202. Der Rücken der Saturn-LP, aber nicht die Vorder- oder Rückseite, gab den Titel wieder, wie er ursprünglich beabsichtigt sein könnte: ‚Faith in‘ a Pleasant Mood‘ (auf dem Rücken stand auch „Saturn Vol. 2“, ohne anzugeben, was Band 1 war, und gab die Nummer als 9956-2-B an).“ Die digitale Ausgabe des Albums enthält die unveröffentlichte Single-Version von „Lights on a Satellite“ von der 45/min-Schallplatte.
Von Evidence Records wurde das Album auf Compact Disc im Jahr 1993 wiederveröffentlicht. Dafür bildete das Album die erste Hälfte einer CD, die auch das gesamte Album When Sun Comes Out enthielt. Während Fate in a Pleasant Mood eine der letzten Aufnahmen aus der Chicago-Phase des Arkestra war, ist When Sun Comes Out eine der ersten Aufnahmen, die 1963 nach dem Umzug der Band nach New York entstanden.

## Titelliste
- Sun Ra & His Myth Science Arkestra – Fate in a Pleasant Mood (Saturn LP-9956)[2]
  - A1 The Others in Their World
  - A2 Space Mates
  - A3 Lights on a Satellite
  - B1 Distant Stars (Ronnie Boykins, Sun Ra)
  - B2 Kingdom of Thunder (Marshall Allen, Sun Ra)
  - B3 Fate in a Pleasant Mood
  - B4 Ankhnation

Wenn nicht anders vermerkt, stammen die Kompositionen von Sun Ra.
- Sun Ra: Fate in a Pleasant Mood (Ausgabe 2014)

1. The Others in Their World 2:20
2. Space Mates 7:14
3. Lights on a Satellite 3:40
4. Distant Stars 2:57
5. Kingdom of Thunder 3:54
6. Fate in a Pleasant Mood 2:46
7. Ahnknation 3:28
8. Lights on a Satellite (Single Version) 3:49

## Rezeption
Sean Westergaard verlieh dem Album in Allmusic vier Sterne und schrieb, Fate in a Pleasant Mood/When Sun Comes Out sei eine Paarung zweier Saturn-LPs aus den frühen 1960er-Jahren, die das Arkestra in einer interessanten Übergangsphase dokumentierten. In der Chicago-Periode habe Sun Ra einen persönlichen Sound mit Swing- und Bop-Elementen geschmiedet, mit herausragenden Bläserarrangements und treibenden Pauken. Als sie sich in New York niederließen, seien die Swing- und Bop-Elemente auf der Strecke geblieben und die perkussiven Elemente stärker in den Vordergrund getreten, wobei die Soli eine eher nach außen drängende Richtung einschlugen. Obwohl [die Kopplung der beiden LPs] musikalisch weniger zusammenhängend sei wie andere Evidence-Produktionen, erlaube Fate in a Pleasant Mood/When Sun Comes Out gut, die erste große stilistische Veränderung des Arkestra zusammenzufassen. Dies mache es zu einem wichtigen Dokument für Sammler, und indem es einen Einblick in zwei frühe Phasen des Arkestra biete, gibt es dem Sun-Ra-Neuling auch einen Wegweiser zu diesen beiden unterschiedlichen Perioden.
Richard Cook und Brian Morton bewerteten das Album im Penguin Guide to Jazz mit drei Sternen.
Stilistisch bewege sich Fate in a Pleasant Mood von Balladen zu Bebop, von Free Jazz zu von Duke Ellington inspirierten Voicings, von 12-taktigen Blues zu Krimi-Jazz und Cha-Cha-Stilmitteln, schrieb Reissue-Produzent Irwin Chusid. Er zitiert John Szwed, der in seiner Sun-Ra-Biografie Space is the Place über die Musik des Arkestra auf diesem Album meinte: „Für einen erfahrenen Jazz-Hörer zu dieser Zeit könnten sie entweder etwas aus dem Gleichgewicht geraten oder ein Beweis für eine Band mit einer versteckten Agenda sein.“ Doch wenn man das Misstrauen beiseite lasse, schrieb Chusid weiter, sei Fate in a Pleasant Mood „nach den Maßstäben der Ära ein zugängliches Album und voller freudiger Momente. Besonders hervorzuheben sei das fantasievolle Schlagzeugsolo auf „Space Mates“ – eine zurückhaltende Note, die im Widerspruch zu der vorherrschenden Hardbop-Betonung von Funkiness und Geschwindigkeit stehe. In der Tat gebe es im gesamten Album viele ungewöhnliche Perkussion-Texturen (etwa bei „Kingdom of Thunder“, das einer Saturn-Version der Exotica der späten 1950er-Jahre von Martin Denny und Arthur Lyman nahe komme).“
Nach Ansicht von Jason Heller (Pitchfork Media) ist die Elastizität des Aufbaus und des Sounds des Arkestra nie auffälliger als bei „Lights of a Satellite“- Das Stück vermeide die überbordende Länge von Sun Ras sonstigen Kompositionen zugunsten knapper, sogar bissiger dreieinhalb Minuten – aber in diesem Zeitraum lege die Band einen eindringlichen, skelettartigen Rahmen fest, der ihr gute Dienste leisten würde, da sie zu einem Grundbestandteil des Arkestra-Repertoires für die kommenden Jahrzehnte wurde.
Nach Ansicht von TJ Gorton (BeatCaffeine) gehören zu den Höhepunkten des Albums der Opener „The Others in Their World“, der swingende Bebop-Groover „Distant Stars“ und der Titeltrack „Fate In a Pleasant Mood“.